# 蘇那曷叱知
蘇那曷叱知（そなかしち、蘇那曷叱智）は、『日本書紀』に伝わる古代朝鮮の人物。任那からの最初の朝貢使とされる。

## 記録
『日本書紀』によれば、崇神天皇65年7月に任那から朝貢のため来朝し、垂仁天皇2年に帰国したという。また、その帰国に際して天皇から任那王へと赤絹100匹（200段）が贈られたが、途中でこれを新羅に奪われたといい、これが任那と新羅の争いの始まりであるとしている。

## 考証
蘇那曷叱知に関する『日本書紀』の説話は、加耶からの渡来開始を説明するものであるとともに、加耶と新羅との争いの始まりを伝えるものである。名前の「蘇那曷叱知」とは朝鮮における借音字と考えられており、その訳語としては金仇亥（金官国第十代）の子の金奴宗とする説、于斯岐阿利叱智干岐（都怒我阿羅斯等の別名）とする説、金官国邑君とする説、弁辰の渠帥（貴人）とする説などがある。
また、垂仁天皇2年の分注には大加羅国（大加耶：加耶諸国の1つ）王子の都怒我阿羅斯等による「任那（みまな）」の語源伝承が載せられているが、この都怒我阿羅斯等と蘇那曷叱知とを同一視する説がある。